# Bandera de Manipur

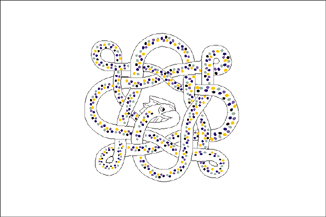
Bandera reial de Manipur

Bandera d'estat de Manipur fins al 1949

Manipur com estat natiu, és a dir un estat protegit per la Gran Bretanya, tenia la seva pròpia bandera que en aquest cas eren dues: una de blanca i una de vermella, ambdues amb la serp mitològica anomenada Pakhangba.
El 1907 aquestes banderes van continuar, la blanca com a bandera reial i la vermella com a bandera d'estat, però se'n va afegir una altra, també en versió blanca i vermella, que es creu que fou usada com estendard personal del maharajà (la blanca) i com a segona bandera d'estat (la vermella).

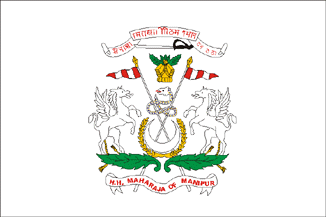
Estendard reial de Manipur

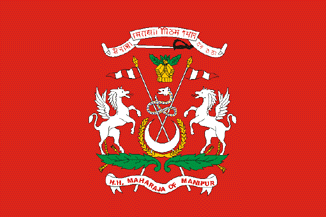
Bandera supletòria d'estat de Manipur fins al 1949

Durant el breu període de d'independència de 1947 a 1949 la bandera de la serp (pakhangba flag) fou adoptada com a nacional en la versió vermella, i després fou conservada pels independentistes com a bandera nacional, fins a la data d'avui, però no és la bandera de l'estat indi de Manipur.